# Oxalis grammopetala
Oxalis grammopetala är en harsyreväxtart som beskrevs av Otto Wilhelm Sonder. Oxalis grammopetala ingår i släktet oxalisar, och familjen harsyreväxter. Inga underarter finns listade i Catalogue of Life.